# Muzeum Książki Dziecięcej

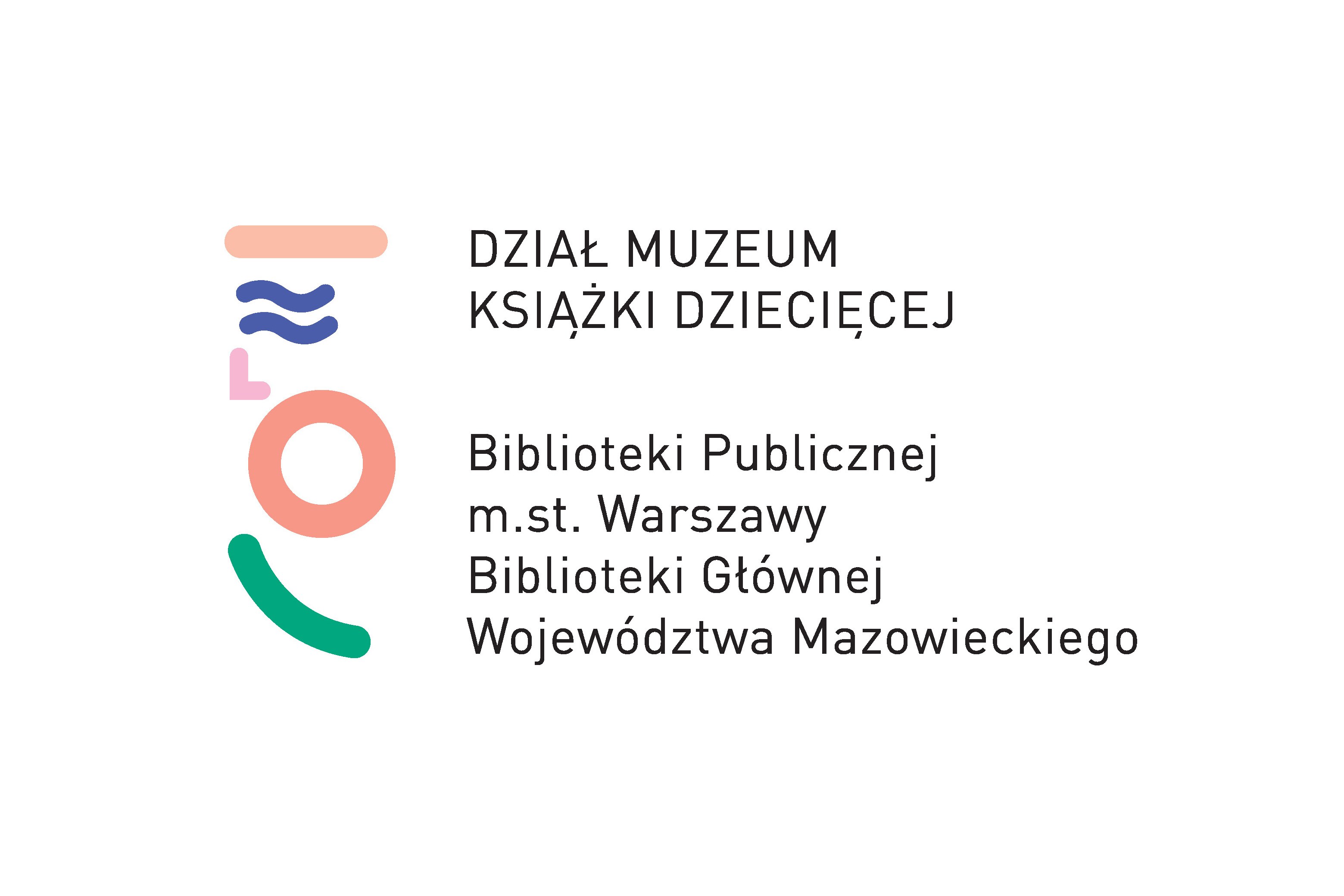
Logo Muzeum Książki Dziecięcej

Muzeum Książki Dziecięcej (MKD) – dział specjalny i czytelnia naukowa Biblioteki Publicznej m.st. Warszawy – Biblioteki Głównej Województwa Mazowieckiego. Zbiory MKD obejmują literaturę dla dzieci i młodzieży polskie i zagraniczne (ok. 20 proc. zbiorów), publikacje dla dzieci i młodzieży oraz publikacje z zakresu m.in. pedagogiki, literaturoznawstwa, wychowania przedszkolnego, teatru dziecięcego, czytelnictwa dzieci oraz bibliotekoznawstwa. Jest to jedna z największych i najstarszych instytucji tego typu w Polsce.

## Historia
Wydarzeniem, które zapoczątkowało Muzeum Książki Dziecięcej, była wystawa księgarska w 1926 roku, podczas której Związek Księgarzy i Wydawców Polskich zorganizował i zaprezentował Bibliotekę Wzorową dla Dzieci i Młodzieży. Jej kierowniczką i współorganizatorką była Maria Gutry, która później od 1 czerwca 1936 roku kierowała samodzielnie Sekcją Bibliotek dla Dzieci w Bibliotece Publicznej m.st. Warszawy. Jako oficjalna i odrębna jednostka organizacyjna MKD zaczęło istnieć w 1938 roku. 
Obecnie Muzeum znajduje się w gmachu Biblioteki Publicznej m.st. Warszawy – Biblioteki Głównej Województwa Mazowieckiego. Pod dział podlegają dwa oddziały zamiejscowe: Izba Pamięci Marii Kownackiej i Biblioteka im. Haliny Rudnickiej, oba są usytuowane w warszawskiej dzielnicy Żoliborz.

## Działalność
MKD organizuje liczne spotkania autorskie i premiery książkowe, zarówno otwarte, jak i dla grup zorganizowanych. W siedzibie biblioteki odbywają się również wystawy malarskie, książkowe oraz sesje i seminaria naukowe. Istotną częścią działalności pozostają również lekcje dla uczniów oraz studentów m.in. filologii, bibliotekoznawstwa oraz pedagogiki. MKD obejmuje swoim patronatem konkursy oraz konferencje naukowe poświęcone literaturze dziecięcej i młodzieżowej. W latach 2009–2017 Muzeum Książki Dziecięcej organizowało Konkurs Literatury Dziecięcej. Jego patronką została Halina Skrobiszewska, zasłużona kierowniczka Muzeum w latach siedemdziesiątych XX wieku, autorka wielu prac badawczych z zakresu literatury dla młodego czytelnika. Nagrodzone i wyróżnione tytuły trafiają na Listę Skarbów Muzeum Książki Dziecięcej. Natomiast od 2019 roku MKD jest organizatorem Nagrody Biblioteki na Koszykowej „Laur imienia Joanny i Jana Kulmów” przyznawanej w dwóch kategoriach: popularyzacji czytelnictwa oraz twórczości.
MKD współpracuje również m.in. z PS IBBY, Instytutem Goethego, Instytutem Szwedzkim, Słowackim i Duńskim.
W Muzeum opracowywane są dwa typy bibliografii dot. literatury dla dzieci i młodzieży:
Bibliografia on-line krytyki, teorii i historii literatury dla dzieci i młodzieży.
Bibliografia zawiera opisy dokumentów samoistnych i niesamoistnych, a także druków ulotnych wydanych od 2016 roku, związanych z następującymi polami tematycznymi:
- historia i teoria literatury dla dzieci i młodzieży (monografie, artykuły, szkice i rozprawy),
- krytyka związana z literaturą dla dzieci i młodzieży (recenzje literackie, recenzje naukowe, szkice, noty o autorach i noty książkowe, przeglądy i zestawienia książek),
- czytelnictwo dziecięco-młodzieżowe (studia na temat tendencji i zjawisk w obrębie czytelnictwa dzieci i młodzieży, informacje na	temat konkursów literackich, wydawnictw, instytucji, sprawozdania	ze spotkań autorskich, festiwali oraz targów książki dziecięcej, a także wystaw i imprez okolicznościowych),
- formy i metody pracy z książką dziecięco-młodzieżową w bibliotece, szkole i in. (scenariusze zajęć z książką: lekcje biblioteczne, przedszkolne oraz szkolne),
- adaptacje teatralne i filmowe literatury dziecięcej i młodzieżowej (recenzje teatralne i filmowe).

Bibliografia uzupełniana jest także o opisy dokumentów z dziedzin pomocniczych do badań nad książką dziecięcą i młodzieżową, takich jak: psychologia, pedagogika, teoria sztuki. Z bibliografii za wcześniejsze lata można korzystać wyłącznie w czytelni Muzeum Książki Dziecięcej.
Bibliografia literatury dla dzieci i młodzieży 1901-1917 (wyłącznie wersja drukowana).
Bibliografia literatury dla dzieci i młodzieży 1918-1939 (wyłącznie wersja drukowana).

## Zbiory
MKD gromadzi księgozbiór w celach naukowych, instruktażowych, dydaktycznych, wystawienniczych oraz wydawniczych. Podstawa pozyskiwania zbiorów to egzemplarz obowiązkowy, na mocy ustawowej otrzymywany od wydawców. Drugą formą jest zakup książek, ale tylko zagranicznych, zarówno opracowań i czasopism fachowych dla dorosłych, jak i książek dla dzieci. Istotnym źródłem pozyskiwania są również dary przekazywane od prywatnych darczyńców. W posiadaniu MKD znajdują się cenne pozycje pochodzące z XVIII oraz XIX wieku. Obecnie księgozbiór liczy prawie 100 tys. woluminów i wciąż sukcesywnie rośnie. Gromadzona jest również literatura przedmiotu – opracowania w formie druków zwartych (m.in. książki, broszury, prace naukowe) oraz ciągłych (czasopisma polskie oraz zagraniczne). Sukcesywnie część zbiorów zostaje zdigitalizowana. W Mazowieckiej Bibliotece Cyfrowej znajduje się kolekcja literatury dla dzieci i młodzieży.